# Gilles Senn
Gilles Senn (Bülach, 1º marzo 1996) è un hockeista su ghiaccio svizzero portiere dell'Ambrì-Piotta e medaglia d'argento al Campionato mondiale di hockey su ghiaccio maschile 2018.

## Palmarès

### Squadra
- Campionato svizzero: 1

Davos: 2014-15
- Coppa Spengler: 1

Davos: 2023